# Silvio Pettirossi
Silvio Pettirossi (Assunção, 16 de junho de 1887 – Buenos Aires, 17 de outubro de 1916) foi um aviador e pioneiro da aviação paraguaio.

## Biografia
Pettirossi nasceu em Assunção. Seu pai foi o imigrante italiano Antimo Pettirossi e sua mãe Rufina Pereira Roldán. Teve cinco irmãos: Alfredo, Elvira, Delia, Honorina e Luisa. Até os sete anos viveu na casa paterna. Logo viajou até Spoleto, Itália, para ingressar em um Liceu Militar onde já se encontrava seu irmão maior Alfredo. Viveu na Itália até os 15 anos, logo regressou ao Paraguai para incorporar-se no exército com o grau de tenente. Se casou com Sara Usher aos 27 anos. No estrangeiro teve vários descontentamentos, porque exigia sempre que em suas apresentações se mencionasse o nome de seu país de origem.
Em 1912, Pettirossi recebeu uma bolsa do governo paraguaio e mudou-se para a França, onde obteve o título de piloto aviador da Federação Aeronáutica Internacional. Depois de receber o título, ele fez muitos voos importantes, um dos quais foi um voo recorde de oito horas.
Ele comprou um monoplano Deperdussin modelo "T" com um motor Gnome rotativo de 60 HP. Ele fez muitos voos acrobáticos famosos e extraordinários na Europa, América do Sul e Estados Unidos.
Em dezembro de 1914 fundou o Aeroclub del Paraguay e foi seu primeiro presidente.
Em maio de 1914 realizou várias apresentações no Rio de Janeiro. Sua última apresentação no Brasil, em 13 de maio, reuniu uma multidão de 200 000 pessoas, entre as quais se encontrava o Presidente da República, o marechal Hermes da Fonseca, e membros do parlamento.

## Morte e legado
Em 17 de outubro de 1916, durante a realização de um loop invertido, a asa esquerda de seu avião quebrou, e a aeronave caiu ao solo em uma fazenda da família Castell, em Punta Lara, província de Buenos Aires. Pettirossi morreu instantaneamente.
Aeroporto Internacional Silvio Pettirossi de Assunção, três clubes de futebol, a Brigada Aerotransportada da Força Aérea Paraguaia, uma Base da Força Aérea Paraguaia em Luque, uma avenida em Assunção, o Instituto Paraguaio de História da Aviação, uma escola e alguns outros lugares têm seu nome.